# Maria Alfonsa Sella
Maria Alfonsa Sella (Piazza Armerina, 18 dicembre 1978) è una triatleta italiana.

## Carriera
Siciliana, originaria di Valguarnera Caropepe, Maria Alfonsa Sella è giunta seconda assoluta (prima tra le italiane) con il CUS Catania nell'edizione 2007 dell'Elbaman a Marina di Campo sull'Isola d'Elba, vincendo il campionato italiano ironman. È poi passata alla T.D. Rimini, con la quale nel 2008 ha ripetuto il risultato dell'anno precedente. Nel 2009 ha vinto all'Elba e si è laureata campionessa nell'italiano assoluto di triathlon doppio olimpico, disputatosi a Mergozzo. Nel 2010 a Marina di Campo ha conquistato per la quarta volta il titolo di campionessa italiana ironman e a Spoleto ha vinto il titolo italiano di duathlon classico. Nel 2011 si è confermata campionessa in quest'ultima specialità a Cesate.